# おくだかずな
おくだかずな（2000年9月21日 - ）は、日本の俳優、元子役である。愛知県名古屋市出身。

## 経歴
- 幼稚園時代、劇団ひまわりに所属し、川口和宥の名で活動を始める。
- 2019年2月10日、和宥への改名を発表。
- 2023年7月31日付で所属していたニューウォーカーズを退所し、おくだかずなへ改名した。

## 人物
- 特技はセリフ覚え、剣道初段、けん玉。趣味は読書、映画鑑賞。特に東野圭吾の小説をよく読む。
- 僕のヒーローアカデミア、名探偵コナンが好きで、映画は必ず観ている。緑谷出久が好き。
- レオナルド・ディカプリオに憧れている。彼の出演している作品のDVDを集めている最中。特にタイタニックが大好き。
- 高校卒業後は配信活動に力を入れ、1日30分〜1時間以上の配信を1000日連続で続けた。多い時は1日に16時間、2日間で24時間配信していたことがある。主にLINELIVEを使用していた。

## 出演

### CM
- 名古屋市人権啓発週間（2005年）
- アピタ・ユニー 母の日（2007年）
- 鈴鹿サーキット「春 でんでんシリーズ」編（2008年）、「夏 プール」編（2008年）、「春 パーティ」編（2009年）
- 東海テレビ開局50周年CM（2009年）
- 名古屋市開府400周年CM（2010年）
- ネッツトヨタ「キャッチセール」編（2010年）
- リオワールド リニューアルオープンCM（2011年）
- 積和不動産中部（2011年）
- eo光（2013年）
- ケリ姫スイーツシリーズ（2013年、ガンホー・オンライン・エンターテイメント）
- 大乱闘スマッシュブラザーズシリーズ（2014年、任天堂）
- ぷっちょあーん4D ゴーグル（2018年、UHA味覚糖/アサツー ディ・ケイ ほか）
- 関西電力ずっとあたりまえ・電気編、灯り編（2020年）
- マクドナルド500円バリューセットこんな時間が、ガチソーだ。卒業編（2020年）
- Panasonic Japanイヤレスヘッドホン×駒井蓮プロモーションムービー（2020年）
- 伊予銀行 想い篇（2022年）

### 映画
- あなたを忘れない（2007年、日韓合作映画）
- あの空をおぼえてる（2008年）
- ジェネラル・ルージュの凱旋（2009年）
- 日中国交正常化40周年記念作品 どこへ！〜ああ、満州の地平線・十五歳の夏〜（2013年）
- 永遠の0（2013年）
- 溝鼠（どぶねずみ）（2014年）
- 想いのこし（2014年）
- リアル鬼ごっこ ライジング（2015年） - 圭吾 役
- イイネ！イイネ！イイネ！（2016年） - ドブ夫 役
- 地上の星・二宮金次郎伝（2019年） - 関口兵吾 役
- 美しすぎる議員（2019年） - 討論する若者 役
- かそけきサンカヨウ（2021年） - 武田 役
- 日光物語（2022年）- 小栗浩輔 役
- 桜色の風が咲く（2022年） - 福島久志 役
- 鳩のごとく蛇のごとく斜陽（2022年） - 弟子 関口 役

### 舞台
- 大奥（2007年） - 鍋松 役
- 北島三郎公演 あばれ無法松（2007年） - 敏雄 役
- 水戸黄門（2008年） - 柳沢吉里 役
- コルチャック先生（2008年） - アレン 役
- 里見浩太朗特別公演（2009年） - 勝麟太郎 役
- 二宮金次郎（2010年） - 二宮友吉 役
- 佐賀のがばいばあちゃん（2011年） - 昭広 役（名古屋・東京・金沢・大阪公演出演）
- リズミックタウン（2014年12月24日 - 28日、新国立劇場 小劇場） - テール 役
- 七つの大罪 The STAGE〜裏切りの聖騎士長〜（2020年6月18日 - 28日、天王洲 銀河劇場） - ヘルブラム 役 ※公演中止
- 倉山の試み Shojie's collection（2021年10月15日 - 24日、下北沢スターダスト） - 宮沢 役
- 倉山創作活動隊 スタートアップ（2022年8月22日 - 31日、下北沢スターダスト） - つとむ 役
- エリィジャパン 音楽劇 夜踊るピアノ（2022年11月17日 - 21日、Air studio） - 高橋晴也 役
- ちはる塾 トレイントレイン（2023年9月22日 -10月1日、下北沢スターダスト） - 彼氏 役
- エリィジャパン 大正元禄ロックンロール家族（2024年4月4日 - 7日、駅前劇場） - 村田晃 役
- not only you but also me（2024年10月18日 - 27日、劇場MOMO）[2] - 大泉清志朗 役

### テレビ番組
- すくすくぽん!（2008年 - 2010年、東海テレビ）
- 中学生日記（2009年、NHK） - 幼少期の主人公 役
- TBS 中居正広の金曜日のスマたちへ
- NHK リアル日本人
- ABEMA ヒロミ・指原の恋のお世話始めました（2021年）

### テレビドラマ
- ママの神様（2008年5月5日 - 6月27日、中部日本放送） - 高岡健太郎 役
- 3.11 その日、石巻で何が起きたのか〜6枚の壁新聞（2012年3月6日、日本テレビ） - 横井達彦 役
- 一休さん（2012年6月30日、フジテレビ） - 陳念 役
- 釣り刑事 3（2012年8月、TBS） - いじめっこ 役
- 一休さん 2（2013年5月5日、フジテレビ） - 一休さん/陳念 役
- 猫侍（2013年、東名阪ネット6/5いっしょ3ちゃんねる） - てる松 役
- 潔子爛漫〜きよこらんまん〜（2013年、東海テレビ）
- 大河ドラマ 軍師官兵衛（2014年1月5日 - 12日21日、NHK） - 後藤又兵衛（幼少期） 役
- 連続テレビ小説 花子とアン（2014年3月31日 - 9月27日、NHK)
- 8.12日航機墜落 30回目の夏 生存者が今明かす“32分間の闘い”ボイスレコーダーの“新たな声”』（2014年8月12日、フジテレビ） - 谷口篤志 役
- 浪岡亮（民間山岳遭難救助隊員） - 少年期：川口和宥[要説明]
- 監察官・羽生宗一 2（2014年5月10日 - 2016年3月5日、テレビ朝日）
- テレビ東京開局55周年特別企画ドラマスペシャル「Aではない君と」（2018年9月21日、テレビ東京） - 神崎智也 役
- 中学聖日記（2018年10月9日 - 12月18日、TBS） - 海老原満 役
  - 中学聖日記 特別編（2020年5月25日 - 6月10日）[3]
- 未来への10カウント 第1話（2022年4月14日、テレビ朝日）
- かっこいいスキヤキ（2023年3月18日、テレビ東京） - 居酒屋の店員 役
- ひだまりが聴こえる 第10話（2024年9月4日、ドラマNEXT (テレビ東京)） - 新入社員 役

### ウェブドラマ
- タチバナさんの毎日ルーティン「コロちゃんの恩返し」（2023年5月20日、YouTube） - 高校･社会人のタチバナさん 役

### ショートドラマ
- 大丈夫になりたい「諦めたくない。」「歌いたい。」（2024年7月10日 - 7月16日、TikTok） - 白水海 役
- 大丈夫になりたい「彼女は。」「信じたい。」（2024年7月22日 - 7月25日、TikTok） - 幼馴染 役

### 配信
- THE DAYS 第1話（2023年6月1日、Netflix） - 古谷勇人 役

### ラジオドラマ
- NHKオーディオドラマ ほろびた国の旅（2011年2月、NHK-FM）

### ラジオ番組
- サラチャンネル（2012年11月、レディオ湘南）

### ミュージックビデオ
- GLAY「運命論」（2012年）
- MONKEY MAJIK 「You Are Not Alone｣（2014年）
- キミノオルフェ ｢バックパック｣（2017年）
- WEAVER ｢カーテンコール｣（2019年）
- 安達勇人 ｢CHOCO-MINT-BLUE｣（2019年）
- マカロニえんぴつ ｢溶けない｣（2020年）
- MIO ｢狐幸論｣（2024年）

### その他
- 鈴鹿サーキット パンフレット
- ゼクシィ（2007年）
- トヨタ紡織 イベントポスター（2008年）
- リクナビ Web（2008年）
- 瀬戸市 ポスター（2010年）
- NTTドコモ 20周年新聞（2012年）
- 交通安全PV（2012年） - 守 役
- 防災PV（2012年） - 横井達彦 役
- 東京ディズニーランド イメージビデオ（2012年）
- 334単独お笑いLIVE（2012年）
- 東京都水道局 工事概要等広報用映像
- ルミネ イメージビデオ（2014年）
- 伊藤園 お〜いお茶川柳（2019年）
- 集英社ワンピース連載1000回記念ムービー（2021年）
- ナナフシギ 縦型ムービー（2022年）
- マテルゲーム Webムービー（2022年）
- ソニーミュージック ＃ニュー懐メロ PV（2024年）
- 改稿サポートする輪。「この音はどこまで」（2025年2月1日） - 須田敦貴 役